# Assé-le-Bérenger
Assé-le-Bérenger – miejscowość i gmina we Francji, w regionie Kraj Loary, w departamencie Mayenne.
Według danych na rok 1990 gminę zamieszkiwało 298 osób, a gęstość zaludnienia wynosiła 26 osób/km² (wśród 1504 gmin Kraju Loary Assé-le-Bérenger plasuje się na 986. miejscu pod względem liczby ludności, natomiast pod względem powierzchni na miejscu 945.).